# Abgrallaspis cyanophylli
Abgrallaspis cyanophylli là một trong 9 loài thuộc chi Abgrallaspis. Đây là một loài gây hại trên khắp vùng nhiệt đới Nam Thái Bình Dương, hại trái cây và cây cảnh.